# 지니 뮤직 어워드
지니 뮤직 어워드(Genie Music Awards)는 온라인 음악 사이트 지니뮤직의 주최로 진행되는 음악 시상식으로, MGMA(M2 X GENIE MUSIC AWARDS)로 불리기도 한다. 2018년에는 MBC 플러스 미디어, 2019년에는 엠넷의 공동 주최로 진행된다.

## 방송
2018년
- MBC every1, MBC 뮤직, MBC 드라마넷 (대한민국)

2019년
- Mnet (대한민국)

2022년
- ENA (대한민국)

## 같이 보기
- 엠넷 아시안 뮤직 어워드
- 골든 디스크
- 하이원 서울가요대상
- 한국대중음악상
- 가온차트 뮤직 어워즈
- 아시아 아티스트 어워즈
- 소리바다 베스트 케이뮤직 어워즈